# Algorand
Az Algorand egy kriptovaluta protokoll, amely proof-of-stake konszenzus mechanizmust alkalmaz a blokkláncán. Algorand natív kriptovalutáját ALGO-nak hívják.

## Története
Az Algorandot 2017-ben Silvio Micali, az MIT professzora alapította.
Az Algorand teszthálózata 2019 áprilisában indult, a főhálózatot 2019 júniusában indították el.
Az Algorand saría-kompatibilis blokklánc platform, amivel a bahreini Shariya Véleményezési Iroda (SRB) jutalmazta 2019 októberében. Ez annyit jelent, hogy az Algorand platformja megfelel az iszlám törvénykezés legszigorúbbjainak is. A licenc segítségével az iszlám bankolási törvényeket követő befektetők és társaságok is befektethetnek a platformba vagy annak tokenjébe.
A 2022-es labdarúgó-világbajnokság évében a Nemzetközi Labdarúgó-szövetség partnerkapcsolatra lépett az Algoranddal. A környezetbarát blokklánc technológiát használó cég lett a FIFA hivatalos blokklánc platformja.

## Irányítási modellje
Az Algorand az Algorand vállalatból, ami egy bostoni székhelyű magánvállalat és a szingapúri székhelyű nonprofit Algorand Foundation Ltd.-ből tevődik össze. Az Algorand Foundation Ltd. kezeli a finanszírozást, a kriptográfiai kutatást, a blokklánci irányítást és felel az Algorand hálózat decentralizáltságáért, beleértve a csomópontokat. Az Algorand protokoll alapvető fejlesztését az Algorand Inc. felügyeli.
Az Algorand Foundation Ltd.-t Staci Warden vezérigazgató vezeti.
Az Algorand Foundation Ltd. negyedévente bocsát ki szavazatokat az ALGO tokent stakelők számára. Ezek a javaslatok gyakran DeFi megvalósíthatóság körül forognak az Algorand közösségen belül.

## Felépítése
Az Algorand célja az úgynevezett „blokklánc-trilemma” feloldása: ami azon állítás, hogy bármely blokklánc rendszernek legfeljebb kettő lehet a három kívánatos tulajdonsága közül amik decentralizáció, méretezhetőség és biztonság. A mindhárommal rendelkező rendszer olyan csomópontokon futhat, amelyek mindegyike csak mérsékelt fogyasztói szintű erőforrásokkal rendelkezik (azaz nincs szüksége adatközpontra vagy virtuális gépek nagy klaszterére), a tranzakciófeldolgozás a teljes hálózati erőforráshoz (nem pedig a csomópontonként rendelkezésre álló erőforrásokhoz) skálázható, és nem tudták azokat a támadók irányításuk alá vonni, akik egyenként birtokolják a hálózat teljes erőforrásainak jelentős részét.

### Konszenzus algoritmus
Az Algorand egy bizánci megállapodási protokollt használ, amely proof-of-stake konszenzus mechanizmuson alapul. Amíg a stake nagy része nem rosszindulatú kezekben összpontosul, a protokoll megtűri a rosszindulatú felhasználókat és központi irányítás nélkül is konszenzust ér el.
Az első fázis (ami a blokkjavaslat fázisa) a proof-of-stake elveit használja. Ebben a fázisban a rendszerben véletlenszerűen, de súlyozottan kiválasztanak egy felhasználói bizottságot, hogy javaslatot tegyenek az új blokkra. A bizottság kiválasztása a "kriptográfiai szortírozás" nevű folyamaton keresztül történik, ahol minden felhasználó egy igazolható véletlenszerű függvény (angolul: VRF) lokális végrehajtásával határozza meg, hogy részt vesz-e a bizottságban. Ha a VRF azt jelzi, hogy a felhasználót kiválasztották, a VRF kriptográfiai bizonyítékot ad vissza, amellyel ellenőrizhető, hogy a felhasználó tagja-e a bizottságnak. Annak valószínűségét, hogy egy adott felhasználó részt vesz a bizottságban, befolyásolja az adott felhasználó által birtokolt ALGO tokenek száma (a stake).
Miután megállapította, hogy egy felhasználó részt vesz a blokkkiválasztó bizottságban, a felhasználó létrehozhat egy javasolt blokkot, és a második fázisban áttekintésre/elemzésre eljuttatja a hálózathoz. A felhasználó a VRF-ből származó kriptográfiai bizonyítékot a javasolt blokkba helyezi a bizottsági tagság bizonyítása céljából.
A második szakaszban (a blokk véglegesítési szakaszban) a Bizánci Megállapodás protokollt használják a javasolt blokkokról történő szavazáshoz. Ebben a második szakaszban kriptográfiai válogatással új bizottságot alakítanak ki. Amikor a felhasználók megállapították, hogy részt vesznek ennek a második szakasznak a szavazóbizottságában, elemzik a kapott javasolt blokkokat (beleértve az első szakasz bizottsági tagságának hitelesítését), és szavaznak arról, hogy valamelyik blokkot el kell-e fogadni. Ha a szavazóbizottság konszenzust ér el egy új blokkról, akkor az új blokkot előterjesztik a hálózatra.
Az Algorand konszenzus algoritmuson belül a tagság mindkét bizottságban változik minden alkalommal, amikor a fázis fut. Ez megvédi a felhasználókat a célzott támadásoktól, mivel a támadó nem tudja előre, hogy mely felhasználók lesznek a bizottságban. Két különböző Algorand blokk nem juthat konszenzusra egy körben. Egy külső biztonsági audit szerint a modell figyelembe veszi az időzítési problémákat és a támadó akcióit is, például amikor a támadó irányítja az üzenetek kézbesítését. 

## Fordítás
Ez a szócikk részben vagy egészben  az   Algorand című angol Wikipédia-szócikk ezen változatának fordításán alapul.  Az eredeti cikk szerkesztőit annak laptörténete sorolja fel. Ez a jelzés csupán a megfogalmazás eredetét és a szerzői jogokat jelzi, nem szolgál a cikkben szereplő információk forrásmegjelöléseként.